# Col de jadeïta
La Col de jadeïta (en xinès: 翠玉白菜, en pinyin: Cuìyù Báicài) o col de jadeïta amb insectes és un tros de jadeïta tallada amb la forma d'un cap de col pequinesa, amb una llagosta i un tetigònid camuflats entre les seves fulles. Forma part de la col·lecció del Museu Nacional del Palau a Taipei, Taiwan.

## Descripció
La Col de jadeïta és una escultura petita, que mesura tan sol 18,7 cm de llarg per 9,1cm i 5,07cm, «poc més que una mà humana».
Els rínxols semitransparents amb aparença de fulles es deuen a la combinació de diversos colors naturals del jade que recreen les variacions de color d'una col real. La figura va ser esculpida d'una sola peça, meitat blanca, meitat verda, de jadeïta que contenia nombroses imperfeccions com a esquerdes o zones descolorides. Aquests defectes van ser incorporats a l'escultura i es van convertir en les tiges, venes i fulles de la col.
L'escultura és considerada una al·legoria de la virtut femenina, la tija blanca simbolitza la puresa, les fulles la fertilitat i abundància i la llagosta i lel saltamartí als fills.

## Història
Es desconeix el nom de l'escultor de la Col de jadeïta. L'escultura es va exposar per primera vegada en el Palau Yonghe de la Ciutat Prohibida, la residència de la Consort Jin de l'emperador Guangxu de la dinastia Qing, qui probablement, la va rebre com a part del dot de les seves noces amb Guangxu el 1889. Després de la caiguda de l'Imperi Qing en la Revolució Xinesa de 1911, l'escultura va passar a formar part de la col·lecció del Palau Museu a la Ciutat Prohibida. Juntament amb el nucli d'aquesta col·lecció, va sobreviure a la Segona Guerra Sinojaponesa (Segona Guerra Mundial) i a la Guerra civil xinesa, i finalment va ser exhibida en el Museu Nacional del Palau de Taiwan.

## Notorietat
La Col de jadeita ha estat denominada la «més famosa obra d'art» de tot el Museu del Palau Nacional, i conjuntament amb la Pedra amb forma de carn i el Mao Gong Ding, és considerada un dels Tres Tresors del Museu del Palau Nacional. Ha estat triat pel públic com l'objecte més important de tota la col·lecció del museu. L'any 2009 es van originar certes controvèrsies quan es va descobrir que era a la Xina continental on s'estaven confeccionant les reproduccions de la Col de jadeïta que es venien en el museu com a souvenir, en comptes de Taiwan.